# Франсіско Мартінес де ла Роса
Франсіско Мартінес де ла Роса Бердехо Гомес-і-Арройо (ісп. Francisco de Paula Martínez de la Rosa Berdejo Gómez y Arroyo; 10 березня 1787 — 7 лютого 1862) — іспанський поет, драматург, дипломат і політик, очолював іспанський уряд навесні та влітку 1822 року.

## Життєпис
Народився в заможній родині. Завдяки своїм здібностям у 12-річному віці був зарахований студентом Гранадського університету, де він вивчав цивільне право.
У 18-річному віці Франсіско став професором етики в alma mater. Був депутатом Кадіських кортесів, які 1812 року видали ліберальну конституцію. Після повернення на престол короля Фернандо VII Мартінес де ла Роса був засуджений до восьми років ув'язнення та заслання на Гомеру. 1820 року повернувся до Мадрида, де за два роки отримав пост міністра закордонних справ. У той же період (березень — серпень 1822) він очолював уряд. 1823 року він знову був змушений тікати, того разу — до Франції, де прожив у вигнанні сім років. Після смерті Фернандо VII й оголошення амністії Мартінес де ла Роса знову очолив іспанський уряд, одночасно зайнявши посаду військового міністра. 1839 року він став головою Королівської академії іспанської мови.
30 червня 1834 року Мартінес де ла Роса був обраний до лав парламенту, членом якого був до самої своєї смерті. В кабінеті Рамона Марії Нарваеса знову обіймав посаду міністра закордонних справ. У 1848-1849 роках Мартінес де ла Роса був послом Іспанії в Парижі та Римі, після чого знов очолив міністерство закордонних справ.